# 奈良井川

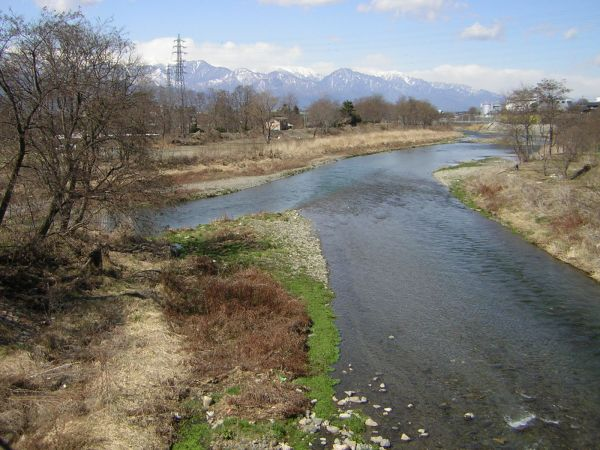
田川との合流地点（長野県松本市）

奈良井川（ならいがわ）は、長野県中信地方を流れる信濃川水系の一級河川。松本盆地を東西に二分するように流れる。

## 地理
中央アルプスの主峰木曽駒ヶ岳の北にある茶臼山北壁（塩尻市楢川地区）に源を発し、分水嶺が入り乱れる中、南下する東の天竜川、西の木曽川に挟まれた中を北上、沿線の観光名所中山道奈良井宿、贄川宿を流れ塩尻市、松本市を貫き、松本市大字島内で梓川に合流する。梓川は、ここから犀川に名を変える。
梓川や高瀬川とともに流域の林野は中部山岳森林計画区となっている。

## 利水

### 上水道
塩尻市・松本市の上水道用の水である「松塩水道用水」はこの川から取水されており、塩尻市の5箇所、松本市の2箇所の浄化施設で処理された下水も放流される。安曇野地域の代表的な用水拾ヶ堰の水源ともなっており、梓川との合流点の少し手前に頭首工（松本市島内）が設けられている。

### 水力発電
長野県営の奈良井ダム直下に奈良井発電所（830キロワット）が、上流にグリーン電力エンジニアリングの塩尻市奈良井川萱ヶ平水力発電所（560キロワット）がある。

## 流域の自治体
長野県
塩尻市、松本市

## 支流
合流点下流より記載
- 大門沢川
- 田川
- 鎖川
- 小曽部川
- 尾沢川

## 橋梁
- 番所2号橋（国道361号）
- 羽渕橋（国道361号）
- 羽渕橋（長野県道493号姥神奈良井線）
- 栃窪橋（長野県道493号姥神奈良井線）
- 奈良井橋（国道19号）

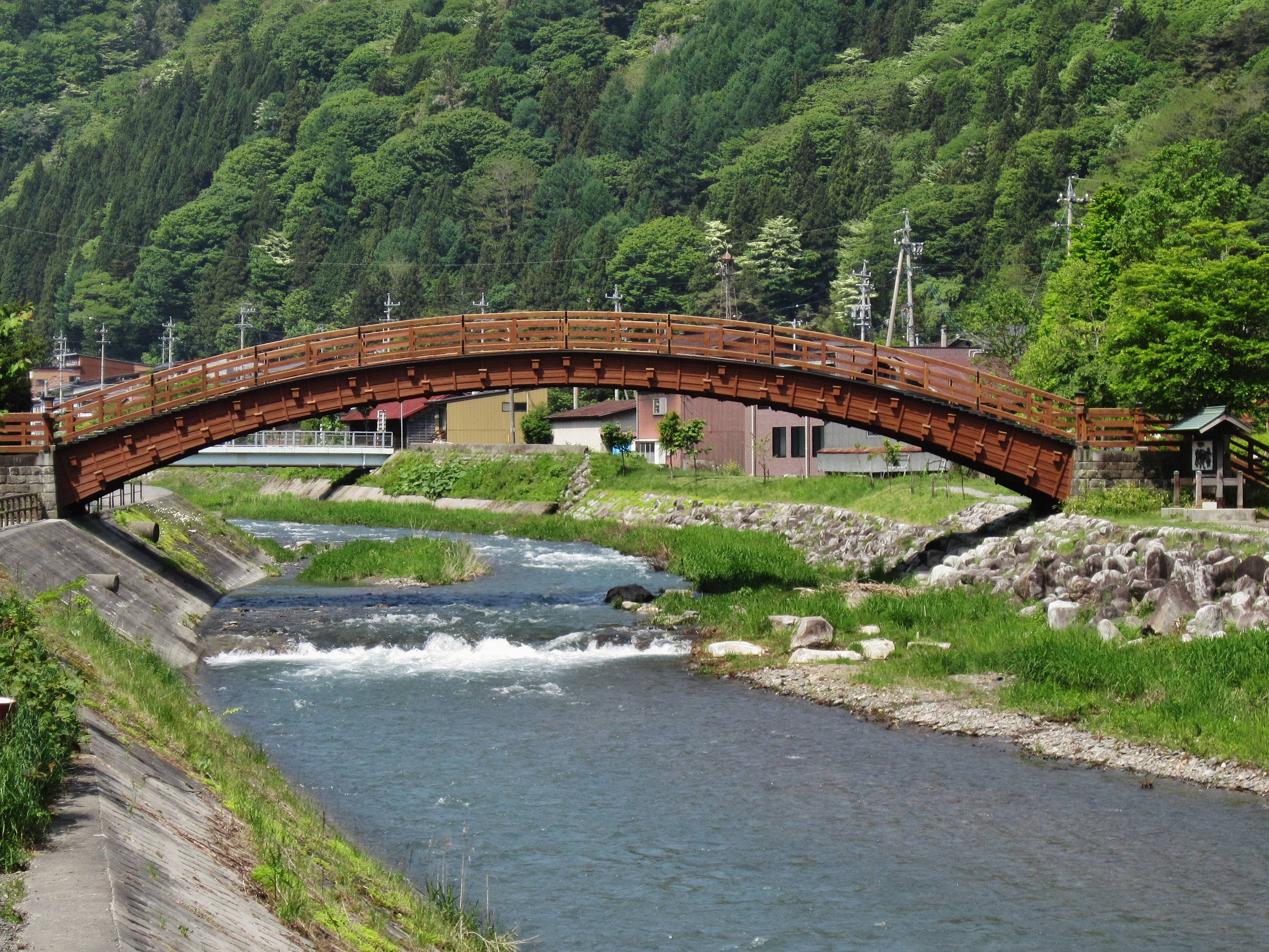
木曽の大橋

- 奈良井新橋（長野県道493号姥神奈良井線）
- 木曽の大橋
- 第三奈良井川橋梁（中央本線）
- 漆橋
- 第二奈良井川橋梁（中央本線）
- 桃岡橋（国道19号）
- 第一奈良井川橋梁（中央本線）
- 旧片平橋（廃橋・土木学会選奨土木遺産）
- 片平橋（国道19号）
- 梨の木橋（木床版）
- 琵琶橋（長野県道293号上今井洗馬停車場線）
- 太田橋（長野県道292号御馬越塩尻停車場線）
- 桔梗大橋
- 郷原橋
- 堅石橋
- 今村橋（長野県道25号塩尻鍋割穂高線）
- 小俣橋（長野県道27号松本空港塩尻北インター線）
- 奈良井川橋（長野自動車道）
- 神戸橋
- 上二子橋
- 笹賀橋（長野県道48号松本環状高家線）
- 二子橋（長野県道296号松本空港線）
- 下二子橋
- 島立橋
- 月見橋
- 両島橋
- 奈良井川橋梁（アルピコ交通上高地線）
- 奈良井橋
- 奈良井大橋（国道158号）
- 松島橋（長野県道320号倭北松本停車場線）
- 奈良井川橋梁（大糸線）
- 新橋
- 拾ヶ堰管理橋
- 島橋
- 平瀬橋（国道147号）

## 河川施設

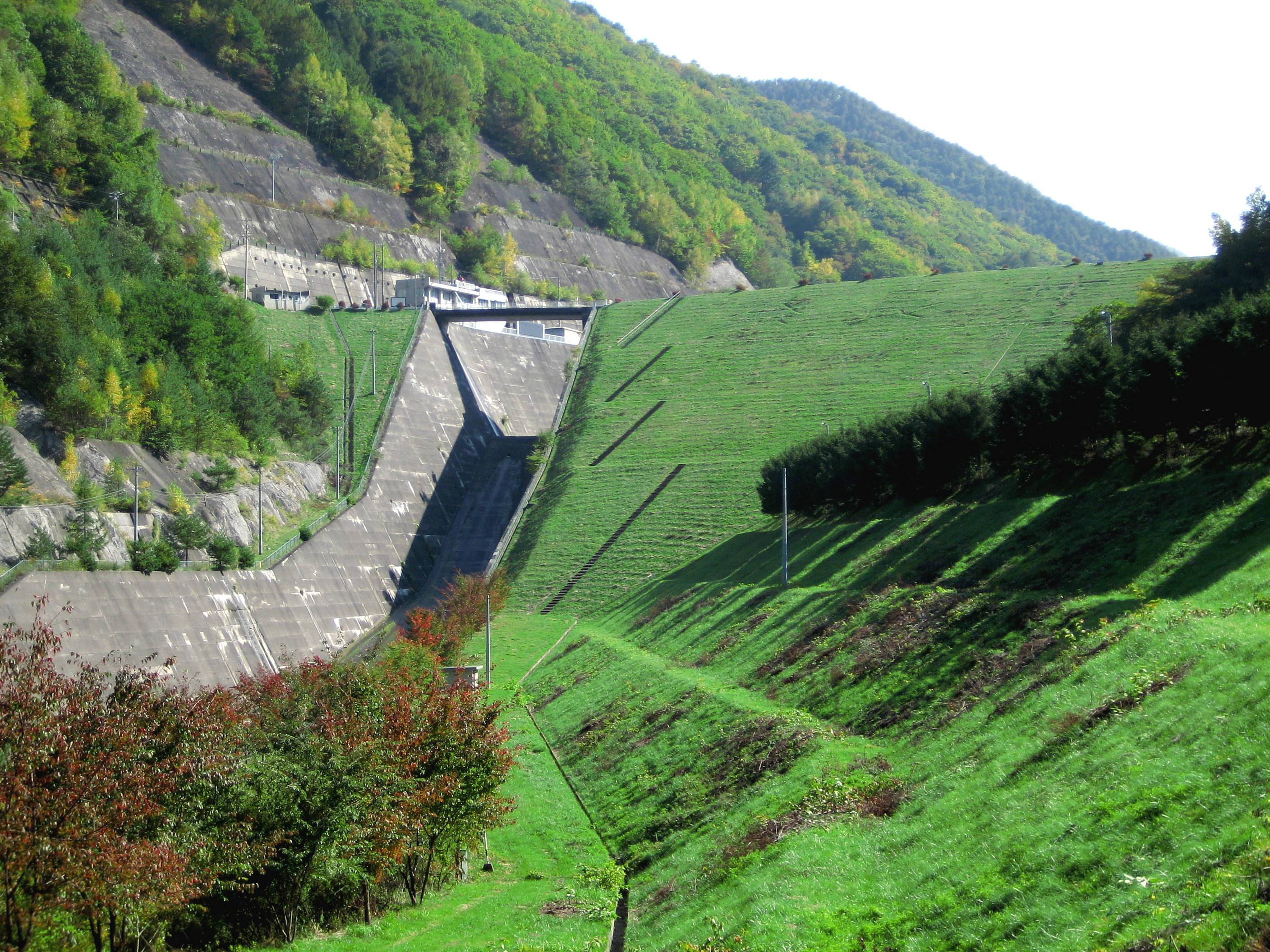
奈良井ダム
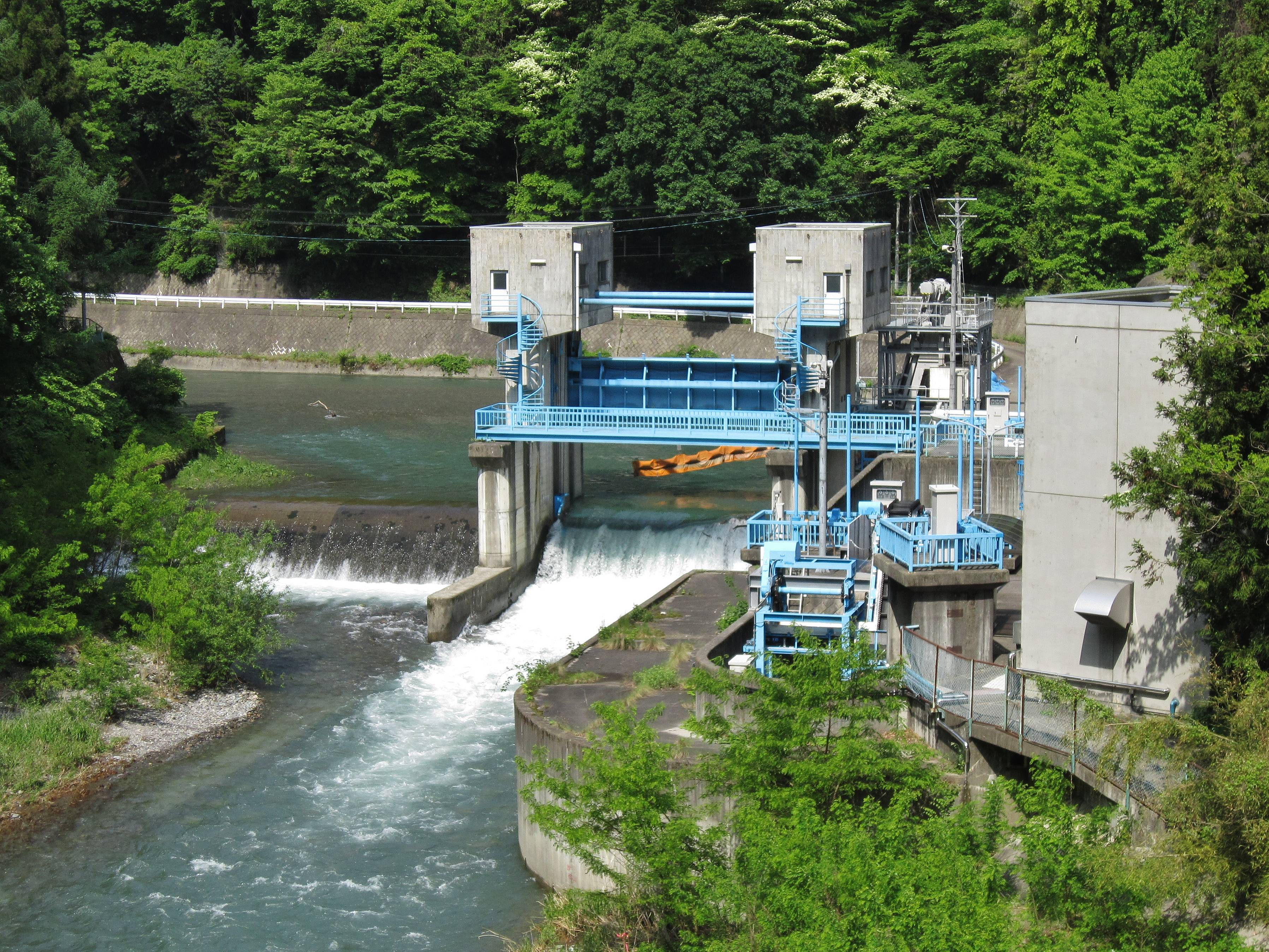
松塩水道用水管理事務所 片平取水場
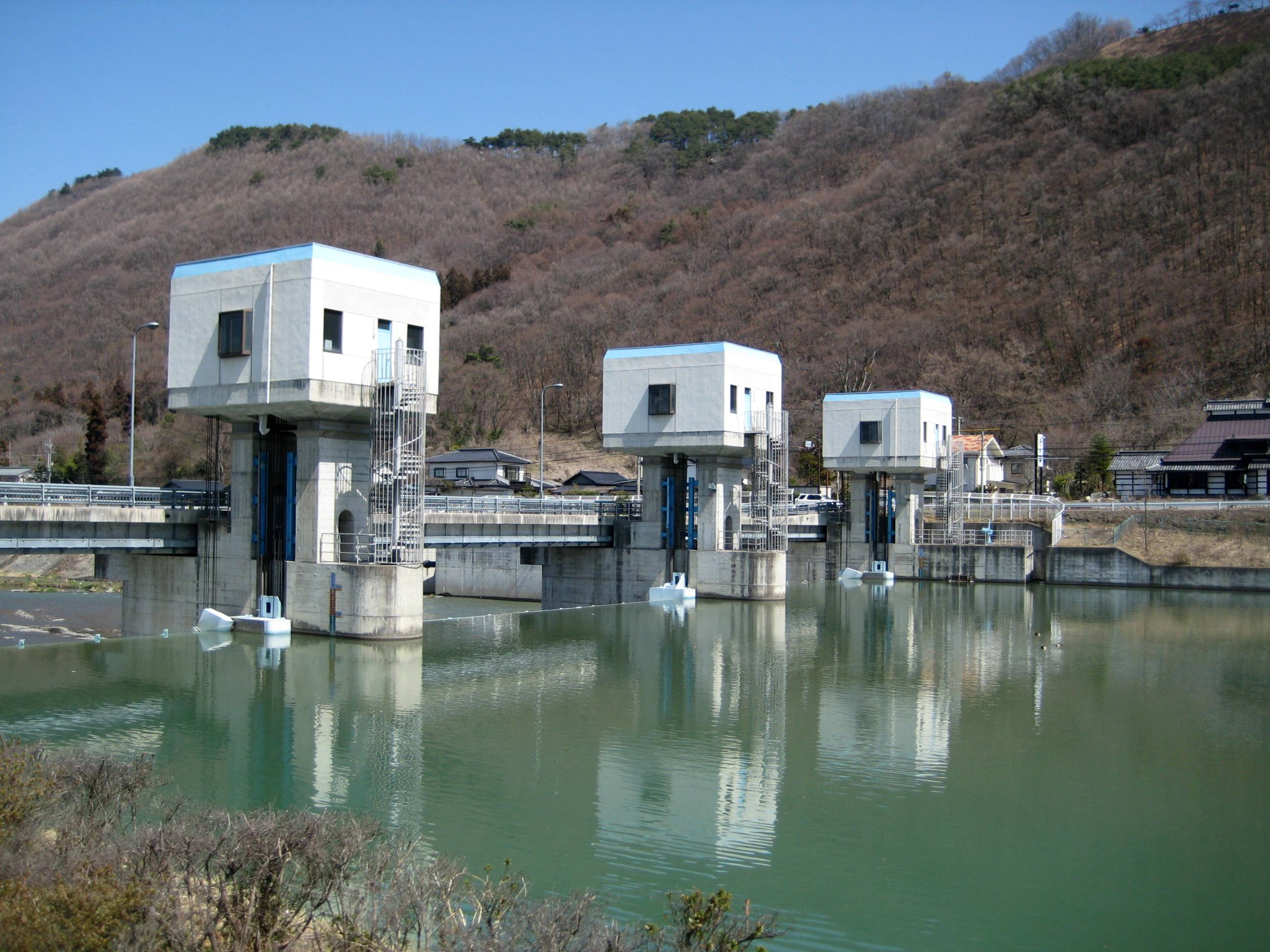
勘左衛門堰頭首工
- 拾ヶ堰頭首工

- 奈良井ダム
- 片平取水場
- 拾ヶ堰頭首工